# ویلبورتون
ویلبورتون (به انگلیسی: Wilburton) یک روستا و محله مدنی در بریتانیا است که در کمبریج‌شر شرقی واقع شده‌است. ویلبورتون ۱٬۳۴۸ نفر جمعیت دارد.